# كوبا أمريكا تحت 17 سنة 2011
بطولة أمريكا الجنوبية تحت 17 سنة 2011 هي بطولة كرة قدم للفرق الناشئة التابعة لكونميبول. الأماكن السبعة للبطولة سيكونا مدن أمباتو، كينسا، إيبارا، ماشالا، بورتو فييو، كيتو وريو بامبا. هذه البطولة هي ال14 من وقت اقامتها. هذه المرة إكوادور ستكون الدولة المضيفة، فقط أربعة أعوام على منحها نسخة 2007. ستقام البطولة من 12 مارس إلى 9 إبريل.

## الفرق المشاركة
- الأرجنتين
- بوليفيا
- البرازيل
- تشيلي
- كولومبيا
- الإكوادور (المستضيف)
- باراغواي
- بيرو
- الأوروغواي
- فنزويلا

## الأماكن
المسابقة سوف تلعب على خمس ملاعب في خمس مدن.
| أمباتو                  | أمباتو لاتاكونغا إيبارا كيتو ريوبامبا |
| ----------------------- | ------------------------------------- |
| ستاد بيلافيستا          | أمباتو لاتاكونغا إيبارا كيتو ريوبامبا |
| السعة: 20,000           | أمباتو لاتاكونغا إيبارا كيتو ريوبامبا |
| إيبارا                  | أمباتو لاتاكونغا إيبارا كيتو ريوبامبا |
| الملعب الأولمبي         | أمباتو لاتاكونغا إيبارا كيتو ريوبامبا |
| السعة: 18,600           | أمباتو لاتاكونغا إيبارا كيتو ريوبامبا |
| لاتاكونغا               | أمباتو لاتاكونغا إيبارا كيتو ريوبامبا |
| ستاد لا كوخا            | أمباتو لاتاكونغا إيبارا كيتو ريوبامبا |
| السعة: 15,000           | أمباتو لاتاكونغا إيبارا كيتو ريوبامبا |
| كيتو                    | أمباتو لاتاكونغا إيبارا كيتو ريوبامبا |
| ملعب آتاهوالبا الأولمبي | أمباتو لاتاكونغا إيبارا كيتو ريوبامبا |
| السعة: 40,948           | أمباتو لاتاكونغا إيبارا كيتو ريوبامبا |
| ريوبامبا                | أمباتو لاتاكونغا إيبارا كيتو ريوبامبا |
| ستاد ريوبامبا الأولمبي  | أمباتو لاتاكونغا إيبارا كيتو ريوبامبا |
| السعة: 18,000           | أمباتو لاتاكونغا إيبارا كيتو ريوبامبا |

## الجولة الأولى
عن الانتهاء من مستوى الفرق من النقاط، يحدد الترتيب وفقا لهذه القواعد:
1. التفوق بفارق الأهداف في جدول الترتيب
2. عدد كبير من الأهداف مسجلة في جميع مباريات المجموعة
3. أفضل نتيجة في المباريات بين الفرق المتعادلة
4. سحب القرعة

جميع أوقات المباريات محلية (ت ع م-05:00).

### مجموعة أ
| فريق       | نقاط | فرق | عليه | له | خ | ت | ف | لعب |
| ---------- | ---- | --- | ---- | -- | - | - | - | --- |
| الأرجنتين  | 3    | 2+  | 2    | 4  | 0 | 0 | 1 | 1   |
| الإكوادور  | 3    | 1+  | 1    | 2  | 0 | 0 | 1 | 1   |
| الأوروغواي | 0    | 0   | 0    | 0  | 0 | 0 | 0 | 0   |
| بوليفيا    | 0    | 1–  | 2    | 1  | 1 | 0 | 0 | 1   |
| بيرو       | 0    | 2–  | 4    | 2  | 1 | 0 | 0 | 1   |

| الإكوادور                      | 1 – 2 | بوليفيا   |
| ------------------------------ | ----- | --------- |
| باتيوخا 22' · كيفن ميركادو 24' | تقرير | سيلفا 49' |

| الأرجنتين                                                | 2 – 4 | بيرو                 |
| -------------------------------------------------------- | ----- | -------------------- |
| باريديس 44' (ضرب.) · أوكامبوس 53' · فيريرا 73' · بوغ 86' | تقرير | جارسيا 4' · بولو 35' |

| بيرو | v | الإكوادور |
| ---- | - | --------- |
|      |   |           |

| بوليفيا | v | الأوروغواي |
| ------- | - | ---------- |
|         |   |            |

| الأرجنتين | v | الأوروغواي |
| --------- | - | ---------- |
|           |   |            |

| بيرو | v | بوليفيا |
| ---- | - | ------- |
|      |   |         |

| الإكوادور | v | الأوروغواي |
| --------- | - | ---------- |
|           |   |            |

| الأرجنتين | v | بوليفيا |
| --------- | - | ------- |
|           |   |         |

| الأوروغواي | v | بيرو |
| ---------- | - | ---- |
|            |   |      |

| الأرجنتين | v | الإكوادور |
| --------- | - | --------- |
|           |   |           |

### مجموعة ب
| فريق     | نقاط | فرق | عليه | له | خ | ت | ف | لعب |
| -------- | ---- | --- | ---- | -- | - | - | - | --- |
| البرازيل | 3    | 1+  | 3    | 4  | 0 | 0 | 1 | 1   |
| تشيلي    | 1    | 0   | 2    | 2  | 0 | 1 | 0 | 1   |
| كولومبيا | 1    | 0   | 2    | 2  | 0 | 1 | 0 | 1   |
| باراغواي | 0    | 0   | 0    | 0  | 0 | 0 | 0 | 0   |
| فنزويلا  | 0    | 1–  | 4    | 3  | 1 | 0 | 0 | 1   |

| البرازيل                                            | 3 – 4 | فنزويلا                            |
| --------------------------------------------------- | ----- | ---------------------------------- |
| بيدرو باولو 11' 75' · أدريان 16' · لوكاس بيازون 72' | تقرير | مانويل أرتيغا 4' 7' · غونزاليز 34' |

| كولومبيا       | 2 – 2 | تشيلي                      |
| -------------- | ----- | -------------------------- |
| غاركيس 34' 36' | تقرير | نافاريتي 58' · إنريكيز 73' |

| البرازيل | v | تشيلي |
| -------- | - | ----- |
|          |   |       |

| كولومبيا | v | باراغواي |
| -------- | - | -------- |
|          |   |          |

| تشيلي | v | فنزويلا |
| ----- | - | ------- |
|       |   |         |

| البرازيل | v | باراغواي |
| -------- | - | -------- |
|          |   |          |

| باراغواي | v | تشيلي |
| -------- | - | ----- |
|          |   |       |

| كولومبيا | v | فنزويلا |
| -------- | - | ------- |
|          |   |         |

| باراغواي | v | فنزويلا |
| -------- | - | ------- |
|          |   |         |

| كولومبيا | v | البرازيل |
| -------- | - | -------- |
|          |   |          |

## الجولة النهائية
| فريق | نقاط | فرق | عليه | له | خ | ت | ف | لعب |
| ---- | ---- | --- | ---- | -- | - | - | - | --- |
|      | 0    | 0   | 0    | 0  | 0 | 0 | 0 | 0   |
|      | 0    | 0   | 0    | 0  | 0 | 0 | 0 | 0   |
|      | 0    | 0   | 0    | 0  | 0 | 0 | 0 | 0   |
|      | 0    | 0   | 0    | 0  | 0 | 0 | 0 | 0   |
|      | 0    | 0   | 0    | 0  | 0 | 0 | 0 | 0   |
|      | 0    | 0   | 0    | 0  | 0 | 0 | 0 | 0   |

## الدول التي ستشارك فيكأس العالم للناشئين لكرة القدم 2011
أفضل 4 فرق يتأهلون لكأس العالم للناشئين 2011:

## وصلات خارجية
- اللوائح الرسمية[وصلة مكسورة] (ب[غير محدد] خطأ: {{اللغة-؟؟}}: لا نص (مساعدة))
- جدول المباريات نسخة محفوظة 9 أبريل 2011 على موقع واي باك مشين. (ب[غير محدد] خطأ: {{اللغة-؟؟}}: لا نص (مساعدة))